# Klaus Gormsen
Klaus Gormsen er en dansk psykolog, forfatter og oversætter.
Klaus Gormsen dimitterede 1972 som cand. psyk. fra Københavns Universitet.
Han er især kendt via sit arbejde med Gensidig Terapi. Han har i forbindelse med Gensidig Terapi oversat over 40 bøger om alternativ terapi og spiritualitet til dansk.
Med basis i 1970'ernes helt nye alternative psykoterapeutiske fremgangsmåder som gestaltterapi, primalterapi dannede Klaus Gormsen, sammen med studiekammerater og andre interesserede, en Gensidig Terapi-pionergruppen. Terapiformerne blev i gruppen anvendt i en gensidig udvekslingsproces mellem ligeværdige deltagere med fravær af den traditionelle klient-terapeut relation. Gruppen blev starten til udviklingen af terapiretningen Gensidig Terapi, hvori deltagerne hjælper hinanden med personlig og spirituel udvikling.
Det grundlæggende ved Gensidig Terapi er, at mennesker, ved hjælp af formaliserede teknikker, støtter hinanden  med personlig og spirituel udvikling på ligeberettiget basis, med fravær af betalingsforhold mellem klient og terapeut.
Gensidig Terapi er i dag en terapiform, hvor man skiftevis fungerer i rollerne som guide ("terapeut") og forvandler ("klient"). Gensidig Terapi gør dermed hjælperforholdet til et ligeberettiget forhold mellem mennesker, der både yder og modtager terapi.